# 1868 Thersites
1868 Thersites è un asteroide troiano di Giove del campo greco. Scoperto nel 1960, presenta un'orbita caratterizzata da un semiasse maggiore pari a 5,3178224 UA e da un'eccentricità di 0,1097172, inclinata di 16,75229° rispetto all'eclittica.
L'asteroide è dedicato a Tersite, l'antieore dell'Iliade.